# Деженетт-Дюфриш, Рене Николя
Николя Рене Деженетт-Дюфриш (1762—1837) — известный военный врач времен великой  французской революции, известен своими санитарно-административными способностями, благодаря которым пользовался большим доверием Наполеона I, который присвоил ему титул барона.

## Биография
В 1789 году получил степень доктора медицины в Монпелье. В 1793 году вступил во французскую армию и был главным врачом в течение египетской и сирийской кампаний. В 1807 году главный военно-медицинский французский инспектор и профессор медицинской физики и гигиены. В 1812 году взят русскими в плен, из которого вернулся на родину лишь в 1814 году.
Автор большого числа научных трудов; наибольшей известностью пользуется его «Медицинская история восточной войны» и статьи о жёлтой горячке.
Его имя высечено под Парижской Триумфальной аркой.

## Исторический анекдот
Лорд Эбрингтон спросил Наполеона об отравлении <в Акко> безнадёжно больных солдат. Тот ответил: «Несколько солдат моей армии заболело чумой; им оставалось жить меньше суток; надо было немедленно выступить в поход; я спросил Деженета, можно ли взять их с собой; он ответил, что это связано с риском распространить чуму в армии и к тому же не принесёт никакой пользы людям, вылечить которых невозможно. Я велел ему прописать им сильную дозу опиума и прибавил, что это лучше, чем отдать их во власть турок. Он с большим достоинством возразил мне, что его дело — лечить людей, а не убивать их».— Стендаль. Жизнь Наполеона.

## В литературе
Является одним из прототипов барона Анкра в романе Б. Акунина «Квест».